# ماسانوبو إندو
ماسانوبو إندو (باليابانية: 安藤 政信) مواليد 19 مايو 1975 في كاناغاوا، اليابان، هو ممثل ياباني.

## وصلات خارجية
- ماسانوبو إندو على موقع IMDb (الإنجليزية)
- ماسانوبو إندو على موقع ألو سيني (الفرنسية)
- ماسانوبو إندو على موقع أول موفي (الإنجليزية)
- ماسانوبو إندو على موقع قاعدة بيانات الفيلم (الإنجليزية)
- ماسانوبو إندو على موقع كينوبويسك (الروسية)